# Durchschlagszeit
Als Durchschlagszeit oder Durchschlagzeit gilt bei Druckluft- und Vakuumbremsen die Zeit zwischen dem Umlegen des Führerbremsventils in die Schnellbremsstellung und dem Beginn des Druckanstiegs im Bremszylinder des letzten Fahrzeugs.

## Durchschlagsgeschwindigkeit bei der automatischen Druckluftbremse
Die eingeleitete Bremsung soll sich in möglichst kurzer Zeit bis zum Zugende fortpflanzen. Je rascher dies geschieht, desto kürzer wird der Bremsweg. Die Geschwindigkeit, mit der eine Bremsung bis zum Zugende durchschlägt, wird als Durchschlagsgeschwindigkeit bezeichnet.

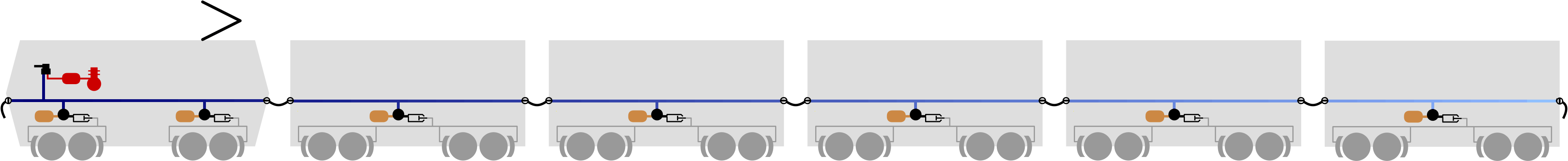

Beim Lösen liegt eine analoge Situation vor. Sie wird dadurch verschärft, dass die Luft sowohl zum Wiederauffüllen der Hilfsluftbehälter als auch zur Druckanhebung der Hauptleitung benötigt wird.
Das Steuerventil ist in der Regel mit einem Beschleunigungsventil ausgerüstet. Dies bewirkt, dass beim Bremsen eine gewisse Menge Druckluft an Ort und Stelle aus der Hauptleitung ausströmt. Dadurch kann die Durchschlagsgeschwindigkeit von ca. 90 bis 180 m/s auf ca. 250 bis 280 m/s erhöht werden, was nahezu der Schallgeschwindigkeit entspricht.

## Durchschlagsgeschwindigkeit bei der Vakuumbremse
Allgemein gilt für die Durchschlagsgeschwindigkeit bei der Vakuumbremse dasselbe wie bei der Druckluftbremse. Die Durchschlagsgeschwindigkeit beträgt in der Regel 15 m/s, bei einer Schnellbremsung ca. 200 m/s.